# 长春轨道客车DK / CCD系列地铁车辆列表
长春轨道客车DK / CCD系列地铁车辆列表列举了长春轨道客车生产的DK / CCD系列地铁车辆型号。
DK系列地铁车辆是长春轨道客车在城市轨道交通车辆中生产的主要产品。自1967年开始生产DK1型至今，DK系列地铁车辆已拥有150余种型号，并已出口至朝鲜、伊朗和阿根廷等国家。DK是电动客车（电客）的拼音缩写，指可以任意编组的列车；DKZ则是电动客车组（电客组）的拼音缩写，指只能固定编组的列车。该系列列车产品以B型车为主。经过数十年生产，DK系列地铁车辆已超过2000辆，由初期的单一型衍生出现在的多样型。其在中国大陆范围内的主要用户为北京地铁、天津地铁、武汉地铁、重庆轨道交通和深圳地铁等。

## 生产车型列表
| 列车型号                                                 | 列车图片 | 制造年份                              | 制造数量                            | 服役线路                                                                 | 列车编组                     | 供电方式                                            | 配属地点                                                                        | 备注 |
| -------------------------------------------------------- | -------- | ------------------------------------- | ----------------------------------- | ------------------------------------------------------------------------ | ---------------------------- | --------------------------------------------------- | ------------------------------------------------------------------------------- | --- |
| 北京地铁 DK1 型                                          |          | 1967                                  | 2辆                                 | 未上线服役，仅作为样车供测试使用 :53                                     | 2辆编组                      | DC 750V 上触式第三轨供电                            | 古城车辆段                                                                      | 此车仅用于测试，测试完成后长期存放在北京地铁古城车辆段内 现停放于古城车段试车线（曾在2018年北京轨道交通展会中展出，为此还特地进行了近一年的翻新工作） |
| 北京地铁 DK2 型                                          |          | 1968 ~ 1971                           | 80辆                                | 北京地铁一期工程                                                         | 2辆编组                      | DC 750V 上触式第三轨供电                            | 古城车辆段                                                                      | 其中2辆于1969年烧毁 76辆在1984年被翻新，编为 DK11 型，外观和DK2型有很大不同 部分翻新时报废的车体被改造成拖车 |
| 北京地铁 天津地铁 DK3 型                                 |          | 1971 ~ 1973                           | 50辆                                | 北京地铁1号线 北京地铁2号线 北京地铁13号线 北京地铁八通线 天津地铁既有线 | 2辆编组                      | DC 750V 上触式第三轨供电                            | 北京地铁古城车辆段 北京地铁回龙观车辆段 北京地铁四惠车辆段 天津地铁海光寺车辆段 | 4辆于1975年由北京调拨至天津地铁既有线运营 2辆于1985年烧毁 列车已于2002 ~ 2004年陆续退役 |
| · 平壤地铁 · DK4 型                                      |          | 1972 ~ 1976                           | 112辆:57                            | 千里马线 革新线                                                          | 2辆编组                      | DC 825V 上触式第三轨供电                            | 暂时不明                                                                        | DK系列首款出口列车车型 列车已于1998年退役 其中几组经过改造后成为朝鲜国铁列车 |
| 北京地铁 DK6 型                                          |          | 1979                                  | 4辆                                 | 北京地铁2号线                                                            | 2辆C型编组                   | DC 750V 上触式第三轨供电                            | 太平湖车辆段                                                                    | 首次将座位由横排座改为竖排座 列车已于2007年退役 |
| 北京地铁 天津地铁 DK8 型                                 |          | 1981 ~ 1982                           | 58辆                                | 北京地铁1号线 北京地铁2号线 天津地铁既有线                               | 2辆C型编组                   | DC 750V 上触式第三轨供电                            | 北京地铁太平湖车辆段 天津地铁海光寺车辆段                                       | 位于北京的52辆全部被翻新，编为DK16型 位于天津的6辆已于2001年退役 |
| 北京地铁 DK9 型                                          |          | 1983                                  | 4辆                                 | 北京地铁2号线                                                            | 2辆C型编组                   | DC 750V 上触式第三轨供电                            | 太平湖车辆段                                                                    | 列车已于2007年退役 |
| 北京地铁 DK11 型                                         |          | 1984 ~ 1985                           | 76辆                                | 北京地铁1号线                                                            | 2辆C型编组                   | DC 750V 上触式第三轨供电                            | 古城车辆段                                                                      | 全部由DK2型经过翻新而来，外观和DK2型有很大不同 列车已于2008年退役 |
| 天津地铁 DK12 型                                         |          | 1985                                  | 6辆                                 | 天津地铁既有线                                                           | 2辆C型编组                   | DC 750V 上触式第三轨供电                            | 海光寺车辆段                                                                    | 列车已于2001年退役 |
| 北京地铁 DK16 型                                         |          | 1986 ~ 1989                           | 168辆                               | 北京地铁1号线 北京地铁2号线 北京地铁13号线 北京地铁八通线                | 2辆C型编组                   | DC 750V 上触式第三轨供电                            | 太平湖车辆段 回龙观车辆段 土桥车辆段                                            | 其中52辆由DK8型经过翻新而来 列车已于2006 ~ 2009年陆续退役 |
| 北京地铁 DK19 型                                         |          | 1989                                  | 1辆                                 | 北京地铁2号线                                                            | 2辆C型编组                   | DC 750V 上触式第三轨供电                            | 太平湖车辆段                                                                    | 仅 T1286 号车一辆 该车为无加强筋的铝合金车体，其他部分则与DK16系列相同 列车已于2007年退役 |
| 北京地铁 DK20 型                                         |          | 1993 ~ 1994                           | 7列 42辆                            | 北京地铁1号线                                                            | 6辆准B1型编组                | DC 750V 上触式第三轨供电                            | 古城车辆段                                                                      | 第1款B型列车，已于2012年4月12日退役 |
| 北京地铁 DKZ1 型                                         |          | 1988                                  | 2列 6辆                             | 北京地铁2号线 北京地铁13号线                                             | 3辆C型编组                   | DC 750V 上触式第三轨供电                            | 北京地铁太平湖车辆段 北京地铁回龙观车辆段                                       | M型列车的仿制品，已退役 |
| 伊朗 · 德黑兰地铁 · DKZ2 型                              |          | 1996 ~ 1999                           | 31列 217辆                          | 德黑兰地铁1号线 德黑兰地铁2号线                                          | 7辆编组                      | DC 750V 下触式第三轨供电                            | 暂时不明                                                                        | |
| 伊朗 · 德黑兰地铁 · DKZ3 型                              |          | 1996 ~ 1999                           | 暂时未知                            | 德黑兰地铁1号线 德黑兰地铁2号线                                          | 7辆编组                      | DC 750V 下触式第三轨供电                            | 暂时不明                                                                        | |
| 北京地铁 DKZ4 型                                         |          | 1998 ~ 2000                           | 31列 186辆                          | 北京地铁1号线                                                            | 6辆准B1型编组                | DC 750V 上触式第三轨供电                            | 四惠车辆段 古城车辆段                                                           | 列车已于2010 ~ 2012年厂修改造期间加装空调 订单中部分列车与北京地铁车辆厂联合生产 |
| 北京地铁 DKZ5 型                                         |          | 2002 ~ 2004                           | 55列 220辆 ↓ 330辆                  | 北京地铁13号线                                                           | 4辆→ 6辆 准B1型编组          | DC 750V 上触式第三轨供电                            | 回龙观车辆段                                                                    | 列车原为4辆编组，后于2009年扩编为6辆编组 扩编部分车厢由北车唐山机车车辆有限公司负责 订单中部分列车与北京地铁车辆厂联合生产 |
| 北京地铁 DKZ6 型                                         |          | 2002                                  | 1列 4辆 ↓ 6辆                       | 北京地铁13号线                                                           | 4辆→ 6辆 准B1型编组          | DC 750V 上触式第三轨供电                            | 回龙观车辆段                                                                    | 列车原为4辆编组，后于2009年扩编为6辆编组以及更换涂装 扩编部分车厢由北车唐山机车车辆有限公司负责 |
| 天津地铁 DKZ7 型                                         |          | 2003 ~ 2005                           | 29列 116辆                          | 天津地铁9号线                                                            | 4辆准B2型编组                | DC 1500V 架空接触网供电                             | 胡家园车辆段 新立停车场                                                         | |
| 武汉地铁 DKZ8 型                                         |          | 2003 ~ 2004                           | 12列 48辆                           | 武汉轨道交通1号线                                                        | 4辆准B1型编组                | DC 750V 下触式第三轨供电                            | 古田车辆段 硚口路停车场                                                         | |
| 天津地铁 DKZ9 型                                         |          | 2004 ~ 2005                           | 8列 48辆                            | 天津地铁1号线                                                            | 6辆准B1型编组                | DC 750V 上触式第三轨供电                            | 双林车辆段 劉園停車場                                                           | 列车制造当时即为6辆编组 |
| 北京地铁 DKZ10 型                                        |          | 2005                                  | 1列 4辆                             | 北京地铁13号线                                                           | 4辆准B1型编组                | DC 750V 上触式第三轨供电                            | 回龙观车辆段                                                                    | 列车已于2010年退役 列车与北京地铁车辆厂联合生产 |
| 伊朗 · 德黑兰地铁 · DKZ11 型                             |          | 2005 ~ 2006                           | 暂时未知                            | 德黑兰地铁1号线 德黑兰地铁2号线                                          | 7辆编组                      | DC 750V 下触式第三轨供电                            | 暂时不明                                                                        | |
| 天津地铁 DKZ12 型                                        |          | 2005 ~ 2007                           | 17列 68辆 ↓ 102辆                   | 天津地铁1号线                                                            | 4辆 → 6辆 准B1型编组         | DC 750V 上触式第三轨供电                            | 双林车辆段 劉園停車場                                                           | 列车制造当时为4辆编组，后于2010年扩编为6辆编组 扩编部分车厢由北车唐山机车车辆有限公司负责 |
| 北京地铁 DKZ13 型                                        |          | 2006 ~ 2008 2011 ~ 2012               | 61列 366辆                          | 北京地铁5号线                                                            | 6辆B1型编组                  | DC 750V 上触式第三轨供电                            | 太平庄车辆段 宋家庄停车场                                                       | 订单中部分列车与北京地铁车辆装备有限公司联合生产 |
| 北京地铁 DKZ15 型                                        |          | 2006 ~ 2008                           | 43列 258辆                          | 北京地铁8号线 北京地铁10号线                                             | 6辆B1型编组                  | DC 750V 上触式第三轨供电                            | 万柳车辆段 宋家庄停车场 五路停车场                                              | |
| 北京地铁 DKZ16型                                         |          | 2006 ~ 2008                           | 48列 288辆                          | 北京地铁2号线                                                            | 6辆准B1型编组                | DC 750V 上触式第三轨供电                            | 太平湖车辆段                                                                    | 订单中部分列车与北京地铁车辆装备有限公司联合生产 T449、T450 号车组为BJD02型 |
| 沈阳地铁 DKZ18型                                         |          | 2007 ~ 2010                           | 23列 138辆                          | 沈阳地铁1号线                                                            | 6辆B2型编组                  | DC 1500V 架空接触网供电                             | 十三号街车辆段                                                                  | 订单中部分列车与北车大连机车车辆有限公司联合生产 |
| 天津地铁 DKZ19型                                         |          | 2009 ~ 2010                           | 9列 36辆                            | 天津地铁9号线                                                            | 4辆准B2型编组                | DC 1500V 架空接触网供电                             | 胡家园车辆段 新立停车场                                                         | |
| 深圳地铁 DKZ24/24A型 （03B4306长型）                     |          | 2008 ~ 2010                           | 43列 258辆                          | 深圳地铁3号线                                                            | 6辆B1型编组                  | DC 1500V 下触式第三轨供电                           | 横岗车辆段 中心公园停车场                                                       | DKZ24A型在DKZ24型的基础上增加了轮缘润滑装置 二者实为基于同一技术平台 |
| 深圳地铁 DKZ25型 （01A0406长型）                         |          | 2008 ~ 2009                           | 40列 240辆                          | 深圳地铁1号线、2号线                                                     | 6辆A型编组                   | DC 1500V 架空接触网供电                             | 竹子林车辆段 前海车辆段蛇口西車輛段                                             | |
| 西安地铁 DKZ27型                                         |          | 2008 ~ 2011                           | 22列 132辆                          | 西安地铁2号线                                                            | 6辆B2型编组                  | DC 1500V 架空接触网供电                             | 渭河车辆段 潏河停车场                                                           | |
| 香港 · 港铁 · DKZ28型 · （C-Train）                      |          | 2008 ~ 2013                           | 22列 176辆                          | 观塘线                                                                   | 8辆A型编组                   | DC 1500V 架空接触网供电                             | 九龙湾车厂                                                                      | |
| 广佛地铁 DKZ29型 （B3型）                                |          | 2008 ~ 2010                           | 27列 108辆                          | 广佛地铁                                                                 | 4辆B2型编组                  | DC 1500V 架空接触网供电                             | 夏南车辆段                                                                      | |
| 北京地铁 DKZ31型                                         |          | 2009 ~ 2010 2014                      | 34列 204辆                          | 北京地铁15号线                                                           | 6辆B1型编组                  | DC 750V 上触式第三轨供电                            | 马泉营车辆段 俸伯停车场                                                         | 订单中部分列车与北京地铁车辆装备有限公司联合生产 |
| 北京地铁 DKZ32型                                         |          | 2009 ~ 2010                           | 23列 138辆                          | 北京地铁亦庄线                                                           | 6辆B1型编组                  | DC 750V 上触式第三轨供电                            | 台湖车辆段 宋家庄停车场                                                         | |
| 北京地铁 DKZ33型                                         |          | 2010 ~ 2012                           | 24列 144辆                          | 北京地铁9号线                                                            | 6辆B1型编组                  | DC 750V 上触式第三轨供电                            | 郭公庄车辆段                                                                    | 订单中部分列车与北京地铁车辆装备有限公司联合生产 |
| 北京地铁 DKZ34型                                         |          | 2010 ~ 2012                           | 73列 438辆                          | 北京地铁10号线                                                           | 6辆B1型编组                  | DC 750V 上触式第三轨供电                            | 万柳车辆段 宋家庄停车场 五路停车场                                              | 订单中部分列车与北车大连机车车辆有限公司联合生产 |
| 重庆轨道交通 DKZ36型                                     |          | 2010 ~ 2012                           | 19列 114辆                          | 重庆轨道交通6号线                                                        | 6辆B2型编组                  | DC 1500V 架空接触网供电                             | 长生停车场 大竹林车辆段 龙凤溪车辆段                                            | DKZ36型为重庆轨道交通6号线用订单车型，与DKZ40型实为基于同一技术平台 其中7列已永久出借予1号线，车号变为 01001 ~ 01007，并改为红色涂装 订单中部分列车由重庆长客轨道车辆有限公司代工生产                                                                            |
| 重庆轨道交通 DKZ36型                                     |          | 2010 ~ 2012                           | 7列 42辆                            | 重庆轨道交通1号线                                                        | 6辆B2型编组                  | DC 1500V 架空接触网供电                             | 马家岩停车场 赖家桥车辆段                                                       | DKZ36型为重庆轨道交通6号线用订单车型，与DKZ40型实为基于同一技术平台 其中7列已永久出借予1号线，车号变为 01001 ~ 01007，并改为红色涂装 订单中部分列车由重庆长客轨道车辆有限公司代工生产                                                                            |
| 重庆轨道交通 DKZ40型                                     |          | 2010 ~ 2012                           | 6列 36辆                            | 重庆轨道交通1号线                                                        | 6辆B2型编组                  | DC 1500V 架空接触网供电                             | 马家岩停车场 赖家桥车辆段                                                       | DKZ40型为重庆轨道交通1号线用订单车型，与DKZ36型实为基于同一技术平台 |
| 阿根廷 · 布宜诺斯艾利斯地铁 · DKZ44型 · （200系）        |          | 2011 ~ 2014                           | 30列 150辆                          | 布宜诺斯艾利斯地铁A线 布宜诺斯艾利斯地铁C线                              | 5辆编组                      | DC 1500V 架空接触网供电                             | 暂时未知                                                                        | |
| 哈尔滨地铁 DKZ46型                                       |          | 2011 ~ 2013                           | 17列 102辆                          | 哈尔滨地铁1号线                                                          | 6辆B2型编组                  | DC 1500V 架空接触网供电                             | 太平桥车辆段 哈南停车场                                                         | |
| 北京地铁 DKZ47型                                         |          | 2011 ~ 2012 2013 ~ 2014 2017 ~ 2018   | 84列 672辆                          | 北京地铁6号线                                                            | 8辆B2型编组                  | DC 1500V 架空接触网供电                             | 五里桥车辆段 五路停车场 东小营车辆段                                            | 订单中部分列车与北京地铁车辆装备有限公司联合生产 |
| 香港 · 港铁 · DKZ50型 · （SIL S-Train）                  |          | 2012 ~ 2015                           | 10列 30辆                           | 南港岛线                                                                 | 3辆A型编组                   | DC 1500V 架空接触网供电                             | 黄竹坑车厂                                                                      | 订单中部分列车与上海阿尔斯通交通设备有限公司联合生产 |
| 重庆轨道交通 DKZ51型                                     |          | 2012 ~ 2014                           | 16列 96辆                           | 重庆轨道交通1号线                                                        | 6辆B2型编组                  | DC 1500V 架空接触网供电                             | 璧山车辆段 赖家桥车辆段 马家岩停车场                                            | DKZ51型为重庆轨道交通1号线用订单车型，与DKZ52型实为基于同一技术平台 订单中部分列车由重庆长客轨道车辆有限公司代工生产 |
| 重庆轨道交通 DKZ52型                                     |          | 2012 ~ 2014                           | 16列 96辆                           | 重庆轨道交通6号线                                                        | 6辆B2型编组                  | DC 1500V 架空接触网供电                             | 长生停车场 大竹林车辆段 龙凤溪车辆段                                            | DKZ52型为重庆轨道交通6号线用订单车型，与DKZ51型实为基于同一技术平台 订单中部分列车由重庆长客轨道车辆有限公司代工生产 |
| 北京地铁 DKZ53型                                         |          | 2012 ~ 2014                           | 38列 228辆                          | 北京地铁14号线                                                           | 6辆A型编组                   | DC 1500V 架空接触网供电                             | 马泉营车辆段 张仪村停车场                                                       | 北京地铁首款A型编组列车 |
| 重庆轨道交通 DKZ56型                                     |          | 2013 ~ 2015                           | 21列 126辆                          | 重庆轨道交通6号线                                                        | 6辆B2型编组                  | DC 1500V 架空接触网供电                             | 长生停车场 大竹林车辆段 龙凤溪车辆段                                            | DKZ56型采用意大利安萨尔多百瑞达制牵引逆变器与牵引电动机，与DKZ57型实为基于同一技术平台 订单中部分列车由重庆长客轨道车辆有限公司代工生产 |
| 重庆轨道交通 DKZ57型                                     |          | 2013 ~ 2015                           | 12列 72辆                           | 重庆轨道交通6号线                                                        | 6辆B2型编组                  | DC 1500V 架空接触网供电                             | 长生停车场 大竹林车辆段 龙凤溪车辆段                                            | DKZ57型采用株洲南车时代电气制牵引逆变器与南车株洲电机制牵引电动机，与DKZ56型实为基于同一技术平台 其中7列已永久出借予1号线，车号变为 01030 ~ 01036，仍保持粉色涂装 订单中部分列车由重庆长客轨道车辆有限公司代工生产                                               |
| 重庆轨道交通 DKZ57型                                     |          | 2013 ~ 2015                           | 7列 42辆                            | 重庆轨道交通1号线                                                        | 6辆B2型编组                  | DC 1500V 架空接触网供电                             | 璧山车辆段 赖家桥车辆段 马家岩停车场                                            | DKZ57型采用株洲南车时代电气制牵引逆变器与南车株洲电机制牵引电动机，与DKZ56型实为基于同一技术平台 其中7列已永久出借予1号线，车号变为 01030 ~ 01036，仍保持粉色涂装 订单中部分列车由重庆长客轨道车辆有限公司代工生产                                               |
| 上海地铁 DKZ58型 （03A02型） （04A02型）                 |          | 2013 ~ 2016                           | 35列 210辆                          | 上海轨道交通3号线 上海轨道交通4号线                                      | 6辆A型编组                   | DC 1500V 架空接触网供电                             | 江杨北路车辆段 石龙路停车场 蒲汇塘停车场                                        | 订单中部分列车与上海阿尔斯通交通设备有限公司联合生产 0329、0437 号车组搭载弓网检测设备 |
| 长春轨道交通 DKZ60型 DKZ61型                             |          | 2014 ~ 2017                           | 22列 132辆                          | 长春轨道交通1号线                                                        | 6辆B2型编组                  | DC 1500V 架空接触网供电                             | 永春车辆段                                                                      | DKZ61型在DKZ60型的基础上取消了轮缘润滑装置 二者实为基于同一技术平台 |
| 长春轨道交通 DKZ60型 DKZ61型                             |          | 2014 ~ 2017                           | 22列 132辆                          | 长春轨道交通2号线                                                        | 6辆B2型编组                  | DC 1500V 架空接触网供电                             | 西湖车辆段                                                                      | DKZ61型在DKZ60型的基础上取消了轮缘润滑装置 二者实为基于同一技术平台 |
| 成都地铁 DKZ67/67A型                                     |          | 2014 ~ 2016                           | 24列 144辆                          | 成都地铁3号线                                                            | 6辆B2型编组                  | DC 1500V 架空接触网供电                             | 北郊车辆段 板桥停车场                                                           | DKZ67型为成都地铁3号线用订单车型，与DKZ68型实为基于同一技术平台 DKZ67A型在DKZ67型的基础上增加了轮缘润滑装置 |
| 成都地铁 DKZ68/68A型                                     |          | 2014 ~ 2016                           | 27列 162辆                          | 成都地铁4号线                                                            | 6辆B2型编组                  | DC 1500V 架空接触网供电                             | 文家车辆段 西河停车场                                                           | DKZ68型为成都地铁4号线用订单车型，与DKZ67型实为基于同一技术平台 DKZ68A型在DKZ68型的基础上增加了轮缘润滑装置 |
| 西安地铁 DKZ75型                                         |          | 2014 ~ 2016                           | 25列 150辆                          | 西安地铁2号线                                                            | 6辆B2型编组                  | DC 1500V 架空接触网供电                             | 渭河车辆段 潏河停车场                                                           | |
| 北京地铁 DKZ76型                                         |          | 2014 ~ 2016                           | 15列 60辆                           | 北京地铁燕房线                                                           | 4辆B1型编组                  | DC 750V 上触式第三轨供电                            | 阎村北车辆段                                                                    | |
| 深圳地铁 DKZ78型 DKZ79型 DKZ80型 DKZ81型 （09A2906长型） |          | 2015 ~ 2017                           | 29列 174辆                          | 深圳地铁9号线                                                            | 6辆A型编组                   | DC 1500V 架空接触网供电                             | 侨城东车辆段 笔架山停车场                                                       | DKZ79型在DKZ78型的基础上增加了弓网摄像机 DKZ80型在DKZ78型的基础上增加了轮缘润滑装置 DKZ81型在DKZ78型的基础上增加了振动检测装置 四者实为基于同一技术平台 |
| 上海地铁 DKZ87型 （09A03型）                             |          | 2015 ~2017                            | 36列 216辆                          | 上海轨道交通9号线                                                        | 6辆A型编组                   | DC 1500V 架空接触网供电                             | 九亭车辆段 金桥停车场                                                           | 0953 号车组搭载弓网检测设备 |
| 美国 · 波士顿地铁 · DKZ90型 · （#14型）                  |          | 2015 ~ 2022                           | 76列 152辆                          | 波士顿地铁橙线                                                           | 2辆编组                      | DC 600V 上触式第三轨供电                            | 惠灵顿车厂 森林山车厂                                                           | |
| 美国 · 波士顿地铁 · DKZ91型 · （#4型）                   |          | 2015 ~ 2022                           | 66列 132辆                          | 波士顿地铁红线                                                           | 2辆编组                      | DC 600V 上触式第三轨供电                            | 卡迪根车厂 艾略特街车厂 科德曼车厂 灰西鲱车厂                                   | |
| 兰州轨道交通 DKZ92/92A/92B型                             |          | 2015 ~ 2017                           | 26列 156辆                          | 兰州轨道交通1号线                                                        | 6辆A型编组                   | DC 1500V 架空接触网供电                             | 东岗车辆段 陈官营停车场                                                         | DKZ92型在DKZ92B型的基础上增加了轮缘润滑装置 DKZ92A型在DKZ92B型的基础上增加了振动检测和弓网检测装置 三者实为基于同一技术平台 |
| 北京地铁 DKZ93型                                         |          | 2015 ~ 2017 2019 ~ 2020               | 35列 280辆                          | 北京地铁16号线                                                           | 8辆A型编组                   | DC 1500V 架空接触网供电                             | 北安河车辆段 榆树庄停车场                                                       | 北京地铁首款8辆A型编组列车 官方昵称“石榴君”（与SFM40型一致） 订单中仅331号车组与北京地铁车辆装备有限公司联合生产 |
| 武汉地铁 DKZ94型                                         |          | 2015 ~ 2016                           | 12列 72辆                           | 武汉轨道交通2号线                                                        | 6辆B1型编组                  | DC 750V 下触式第三轨供电                            | 常青车辆段 中山北路停车场 天河停车场 佛祖岭停车场                               | |
| 上海地铁 DKZ96型 DKZ97型 DKZ98型 （17A01型）             |          | 2015 ~ 2017                           | 28列 168辆                          | 上海轨道交通17号线                                                       | 6辆A型编组                   | DC 1500V 下触式第三轨供电                           | 徐泾车辆段 朱家角停车场                                                         | DKZ97型在DKZ96型的基础上增加了振动检测装置 DKZ98型在DKZ96型的基础上增加了轮缘润滑装置 三者实为基于同一技术平台 订单中部分列车与上海阿尔斯通交通设备有限公司联合生产                                                                                              |
| 上海地铁 DKZ100型 （07A02型）                            |          | 2016 ~ 2018                           | 30列 180辆                          | 上海轨道交通7号线                                                        | 6辆A型编组                   | DC 1500V 架空接触网供电                             | 龙阳路车辆段 锦秋路停车场                                                       | 0743 号车组搭载弓网检测设备 |
| 重庆轨道交通 DKZ101型                                    |          | 2016 ~ 2019                           | 66列 396辆                          | 重庆轨道交通环线                                                         | 6辆AS型编组                  | DC 1500V 架空接触网供电                             | 涂山车辆段 马家岩停车场 四公里停车场                                            | 00001、00011、00021、00031、00041、00051、00061 号车组搭载弓网检测设备 |
| 武汉地铁 DKZ103型                                        |          | 2016 ~ 2018                           | 40列 240辆                          | 武汉轨道交通7号线                                                        | 6辆A型编组                   | DC 1500V 下触式第三轨供电                           | 野芷湖车辆段 长丰停车场 纸坊停车场 前川车辆段                                   | 订单中部分列车由武汉中车长客轨道车辆有限公司代工生产 |
| 武汉地铁 DKZ104型                                        |          | 2016 ~ 2018                           | 20列 120辆                          | 武汉轨道交通8号线                                                        | 6辆A型编组                   | DC 1500V 下触式第三轨供电                           | 三金潭车辆段 野芷湖车辆段                                                       | 订单中部分列车由武汉中车长客轨道车辆有限公司代工生产 |
| DKZ105型                                                 |          | 2016 ~ 2018                           | 1列 4辆                             | 暂无                                                                     | 4辆B1型编组                  | DC 750V 上触式第三轨供电                            | 长客青荫路厂区                                                                  | 4辆B1型编组 时速120公里级别 下一代地铁平台技术概念“CETROVO”试验列车 |
| 重庆轨道交通 DKZ108型                                    |          | 2016 ~ 2018                           | 26列 156辆                          | 重庆轨道交通10号线                                                       | 6辆AS型编组                  | DC 1500V 架空接触网供电                             | 王家庄停车场 朱家湾车辆段                                                       | 订单中部分列车由重庆中车长客轨道车辆有限公司代工生产 10001、10011、10021 号车组带有弓网检测装置 |
| 西安地铁 DKZ109型                                        |          | 2017 ~ 2018                           | 45列 270辆                          | 西安地铁4号线                                                            | 6辆B2型编组                  | DC 1500V 架空接触网供电                             | 航天城车辆段 草滩停车场                                                         | |
| 泰國 · 曼谷大众运输系统 · CCD5002型 · （EMU-B3型）       |          | 2017 ~ 2020                           | 24列 96辆                           | 素坤逸线 世隆线                                                          | 4辆编组                      | DC 750V 下触式第三轨供电                            | 慕七车厂 凯哈车厂 窟口车厂 曼瓦车厂                                             | |
| 上海地铁 CCD5003型 （12A02型）                           |          | 2017 ~ 2018                           | 15列 90辆                           | 上海轨道交通12号线                                                       | 6辆A型编组                   | DC 1500V 架空接触网供电                             | 金桥停车场 中春路停车场                                                         | |
| 武汉地铁 CCD5004型                                       |          | 2017 ~ 2019                           | 40列 240辆                          | 武汉轨道交通2号线                                                        | 6辆B1型编组                  | DC 750V 下触式第三轨供电                            | 常青车辆段 中山北路停车场 天河停车场 佛祖岭停车场                               | 订单中部分列车由武汉中车长客轨道车辆有限公司代工生产 |
| 武汉地铁 CCD5005型                                       |          | 2017 ~ 2018                           | 12列 72辆                           | 武汉轨道交通11号线                                                       | 6辆A型编组                   | DC 1500V 下触式第三轨供电                           | 长岭山车辆段 张家湾停车场                                                       | 订单中部分列车由武汉中车长客轨道车辆有限公司代工生产 |
| · 墨尔本都会列车 · CCD5006型 · （HCMT）                  |          | 2018 ~ 2023                           | 70列 490辆                          | 墨尔本城市铁路                                                           | 7辆A型编组（预留扩编至10辆） | DC 1500V 架空接触网供电                             | 帕肯汉姆东车厂 考尔德公园车厂                                                   | 1,600mm 宽轨轨距 订单中全部列车与唐纳轨道股份有限公司联合生产 |
| 西安地铁 CCD5009型                                       |          | 一批： 2018 ~ 2019 二批： 2022        | 一批： 15列 60辆 二批： 4列 24辆    | 西安地铁14号线                                                           | 6辆B2型编组                  | DC 1500V 架空接触网供电                             | 艺术中心车辆段 陆港停车场                                                       | 订单中部分列车由西安中车长客轨道车辆有限公司代工生产 |
| 上海地铁 CCD5010型 （06C04型）                           |          | 2018 ~ 2020                           | 26列 104辆                          | 上海轨道交通6号线                                                        | 4辆C型编组                   | DC 1500V 架空接触网供电                             | 港城路车辆段 三林停车场                                                         | 订单中部分列车与上海阿尔斯通交通设备有限公司联合生产 |
| 成都地铁 CCD5013型                                       |          | 2018 ~ 2021                           | 62列 496辆                          | 成都地铁5号线                                                            | 8辆A型编组                   | DC 1500V 架空接触网供电                             | 元华车辆段 大丰停车场 回龙停车场                                                | |
| 重庆轨道交通 CCD5015型                                   |          | 2018 ~ 2019                           | 13列 78辆                           | 重庆轨道交通4号线                                                        | 6辆AS型编组                  | DC 1500V 架空接触网供电                             | 唐家沱车辆段 石船车辆段                                                         | 订单中部分列车由重庆中车长客轨道车辆有限公司代工生产 04001、04011、04013 号车组搭载弓网检测设备 |
| 武汉地铁 CCD5017型                                       |          | 2018 ~ 2020                           | 31列 186辆                          | 武汉轨道交通4号线                                                        | 6辆B1型编组                  | DC 1500V 下触式第三轨供电                           | 三金潭车辆段 升官渡停车场                                                       | 订单中部分列车由武汉中车长客轨道车辆有限公司代工生产 |
| 上海地铁 CCD5018型 （09A04型）                           |          | 2018 ~ 2020                           | 17列 102辆                          | 上海轨道交通9号线                                                        | 6辆A型编组                   | DC 1500V 架空接触网供电                             | 九亭车辆段 金桥停车场                                                           | |
| 上海地铁 CCD5019型 （12A03型）                           |          | 2018 ~ 2020                           | 19列 114辆                          | 上海轨道交通12号线                                                       | 6辆A型编组                   | DC 1500V 架空接触网供电                             | 金桥停车场 中春路停车场                                                         | |
| 成都地铁 CCD5021型                                       |          | 2018 ~ 2020                           | 25列 200辆                          | 成都地铁9号线                                                            | 8辆A型编组                   | DC 1500V 架空接触网供电                             | 武青车辆段 元华停车场                                                           | |
| 呼和浩特地铁 CCD5024型                                   |          | 2018 ~ 2020                           | 24列 144辆                          | 呼和浩特地铁1号线                                                        | 6辆B2型编组                  | DC 1500V 架空接触网供电                             | 三间房车辆基地 白塔停车场                                                       | |
| 上海地铁 CCD5026型 （15A01型）                           |          | 2018 ~ 2021                           | 54列 324辆                          | 上海轨道交通15号线                                                       | 6辆A型编组                   | DC 1500V 架空接触网供电                             | 元江路车辆段 锦秋路停车场                                                       | 订单中部分列车与上海阿尔斯通交通设备有限公司联合生产 15001、15002、15007、15021、15045 号车组搭载弓网检测设备 15051 号车组配有魔窗OLED显示 15052 号车组曾经为特殊涂装                                                                                            |
| 重庆轨道交通 CCD5027型                                   |          | 2018 ~ 2019                           | 11列 66辆                           | 重庆轨道交通1号线                                                        | 6辆B2型编组                  | DC 1500V 架空接触网供电                             | 璧山车辆段 赖家桥车辆段 马家岩停车场                                            | 订单中部分列车由重庆中车长客轨道车辆有限公司代工生产 |
| 呼和浩特地铁 CCD5028型                                   |          | 2018 ~ 2020                           |                                     | 呼和浩特地铁2号线                                                        | 6辆B2型编组                  | DC 1500V 架空接触网供电                             | 喇嘛营车辆段 塔利停车场                                                         | |
| 武汉地铁 CCD5029型                                       |          | 2019 ~ 2021                           | 35列 210辆                          | 武汉轨道交通5号线                                                        | 6辆A型编组                   | DC 1500V 下触式第三轨供电                           | 工人村车辆段 青菱停车场                                                         | 订单中部分列车由武汉中车长客轨道车辆有限公司代工生产 |
| 上海地铁 CCD5030型 （07A03型）                           |          | 2019 ~ 2020                           | 7列 42辆                            | 上海轨道交通7号线                                                        | 6辆A型编组                   | DC 1500V 架空接触网供电                             |                                                                                 | |
| 哈尔滨地铁 CCD5032型                                     |          | 2019 ~ 2021                           | 30列 180辆                          | 哈尔滨地铁2号线                                                          | 6辆B2型编组                  | DC 1500V 架空接触网供电                             |                                                                                 | |
| 北京地铁 CCD5034型 CCD5034A型 CCD5034B型                 |          | 2019 ~ 2021                           | 15列 120辆                          | 北京地铁19号线                                                           | 8辆A型编组                   | DC 1500V 架空接触网供电                             | 新宫车辆基地                                                                    | CCD5034A型在CCD5034型的基础上增加了弓网监测装置 CCD5034B型在CCD5034型的基础上增加了路轨监测装置 三者实为基于同一技术平台 订单中部分列车由北京中车长客二七轨道装备有限公司代工生产 19007、19008 号车组搭载弓网检测设备                                            |
| 北京地铁 CCD5035型                                       |          | 一批： 2019 ~ 2021 二批： 2022 ~ 2023 | 一批： 17列 136辆 二批： 13列 104辆 | 北京地铁17号线                                                           | 8辆A型编组                   | DC 1500V 架空接触网供电                             | 次渠南车辆段 歇甲村车辆段                                                       | 订单中部分列车由北京中车长客二七轨道装备有限公司代工生产 |
| 哈尔滨地铁 CCD5036型                                     |          | 2019 ~ 2021                           |                                     | 哈尔滨地铁3号线                                                          | 6辆B2型编组                  | DC 1500V 架空接触网供电                             |                                                                                 | |
| 西安地铁 CCD5037型                                       |          | 2020 ~ 2021                           | 67列 402辆                          | 西安地铁5号线                                                            | 6辆B2型编组                  | DC 1500V 架空接触网供电                             | 和平车辆段 西江渡停车场 雁鸣湖停车场                                            | 订单中部分列车与中车西安车辆有限公司联合生产 |
| 金华轨道交通 CCD5038型                                   |          | 2019 ~ 2021                           | 23列 138辆                          | 金义东线                                                                 | 6辆市域B型编组               | DC 1500V 下触式第三轨供电                           | 塘雅车辆段 官塘下停车场 义乌停车场 槐堂停车场                                   | JYD19 号车组采用杭州亚运特殊涂装 |
| 重庆轨道交通 CCD5039型                                   |          | 2019 ~ 2021                           | 37列 222辆                          | 重庆轨道交通9号线                                                        | 6辆AS型编组                  | DC 1500V 架空接触网供电                             | 工业园车辆段 新桥停车场                                                         | 09001、09011、09021、09031 号车组带有弓网检测装置 09012 号车组搭载客流监测系统和魔窗OLED显示 09036、09037 号车组仅搭载客流监测系统 |
| 武汉地铁 CCD5041型                                       |          | 2020 ~ 2022                           | 19列 114辆                          | 武汉轨道交通3号线                                                        | 6辆B1型编组                  | DC 1500V 下触式第三轨供电                           | 三金潭车辆段 升官渡停车场                                                       | 订单中部分列车由武汉中车长客轨道车辆有限公司代工生产 |
| 重庆轨道交通 CCD5042型                                   |          | 2020 ~ 2021                           | 6列 36辆                            | 重庆轨道交通1号线                                                        | 6辆B2型编组                  | DC 1500V 架空接触网供电                             | 璧山车辆段 赖家桥车辆段 马家岩停车场                                            | 1号线璧山延伸段增购列车 订单中部分列车由重庆中车长客轨道车辆有限公司代工生产 |
| 武汉地铁 CCD5047型                                       |          | 2020 ~ 2022                           | 22列 132辆                          | 武汉轨道交通11号线                                                       | 6辆A型编组                   | DC 1500V 下触式第三轨供电                           | 长岭山车辆段 张家湾停车场                                                       | 订单中部分列车由武汉中车长客轨道车辆有限公司代工生产 |
| 重庆轨道交通 CCD5048型                                   |          | 2020 ~ 2021                           | 12列 72辆                           | 重庆轨道交通国博线                                                       | 6辆B2型编组                  | DC 1500V 架空接触网供电                             | 草家湾车辆段                                                                    | 订单中部分列车由重庆中车长客轨道车辆有限公司代工生产 06068 号车组配有魔窗OLED显示 |
| 北京地铁 CCD5049型                                       |          | 2020 ~ 2023                           | 44列 176辆                          | 北京地铁12号线                                                           | 4辆A型编组                   | DC 1500V 架空接触网供电                             | 东坝车辆段                                                                      | 订单中部分列车由北京中车长客二七轨道装备有限公司代工生产 12043、12044 号车组搭载弓网检测设备 |
| 重庆轨道交通 CCD5051型                                   |          | 2020 ~ 2022                           | 15列 90辆                           | 重庆市郊铁路江跳线                                                       | 6辆AS型编组                  | DC 1500V 架空接触网供电 AC 25kV 50Hz 架空接触网供电 | 双福车辆段                                                                      | 双供电制式列车 订单中部分列车由重庆中车长客轨道车辆有限公司代工生产 JT001、JT011 号车组搭载弓网检测设备 JT015 号车组为特殊涂装列车，搭载魔窗OLED显示 |
| 金华轨道交通 CCD5052型                                   |          | 2022 ~ 2023                           | 27列 162辆                          | 金义东线                                                                 | 6辆市域B型编组               | DC 1500V 下触式第三轨供电                           | 塘雅车辆段 官塘下停车场 义乌停车场 槐堂停车场                                   | |
| 深圳地铁 CCD5055型 （14A4408长型）                       |          | 2020 ~ 2023                           | 44列 352辆                          | 深圳地铁14号线                                                           | 8辆A型编组                   | DC 1500V 架空接触网供电                             | 昂鹅车辆段 公园南停车场                                                         | |
| 重庆轨道交通 CCD5056型                                   |          | 2021 ~ 2022                           | 10列 60辆                           | 重庆轨道交通9号线                                                        | 6辆AS型编组                  | DC 1500V 架空接触网供电                             | 工业园车辆段 新桥停车场                                                         | 订单中部分列车由重庆中车长客轨道车辆有限公司代工生产 09038 号车组配备弓网检测装置 |
| 天津地铁 CCD5057型                                       |          | 2021 ~ 2022                           | 15列 90辆                           | 天津地铁8号线                                                            | 6辆A型编组                   | DC 1500V 架空接触网供电                             | 海河教育园车辆段                                                                | 订单中部分列车与中车天津电力机车有限公司联合生产 |
| 重庆轨道交通 CCD5058型                                   |          | 2021 ~ 2023                           | 27列 162辆                          | 重庆轨道交通10号线                                                       | 6辆AS型编组                  | DC 1500V 架空接触网供电                             | 王家庄停车场 朱家湾车辆段                                                       | 订单中部分列车由重庆中车长客轨道车辆有限公司代工生产 |
| 广州地铁 CCD5059型 （B11型）                             |          | 2021 ~ 2023                           | 18列 108辆                          | 广州地铁3号线                                                            | 6辆B2型编组                  | DC 1500V 架空接触网供电                             | 嘉禾车辆段 厦滘车辆段 广州新城停车场                                            | 03x191-192 号车组搭载弓网检测设备与轮轨检测设备 03x193-194、03x195-196 号车组为碳化硅牵引试验列车 03x197-198 号车组搭载魔窗OLED显示 |
| 重庆轨道交通 CCD5060型                                   |          | 2021 ~ 2023                           | 37列 222辆                          | 重庆轨道交通18号线                                                       | 6辆As型编组                  | DC 1500V 架空接触网供电                             | 金鳌寺车辆段 富华路停车场 石坪停车场                                            | 订单中部分列车由重庆中车长客轨道车辆有限公司代工生产 18001、18011、18021、18031 号车组搭载弓网检测设备 18028号车组配有魔窗OLED显示 |
| 重庆轨道交通 CCD5061型                                   |          | 2021 ~ 2023                           | 36列 216辆                          | 重庆轨道交通4号线                                                        | 6辆As型编组                  | DC 1500V 架空接触网供电                             | 唐家沱车辆段 石船车辆段                                                         | 订单中部分列车由重庆中车长客轨道车辆有限公司代工生产 04014、04021、04031、04041 号车组搭载弓网检测装置 |
| 广州地铁 CCD5062型 （A8型）                              |          | 2022 ~ 2023                           | 13列 78辆                           | 广州地铁2号线 或 广州地铁8号线                                           | 6辆A型编组                   | DC 1500V 架空接触网供电                             |                                                                                 | 中国标准地铁列车系列产品（时速80公里级别A型列车平台） 首列车组 08x213-214 使用中车株洲电机制永磁同步牵引电机，其余多数列车则使用中车株洲电力机车研究所原设计永磁同步牵引电机 08x233-234 号车组仅搭载弓网检测设备 08x235-236 号车组搭载魔窗OLED显示和弓网检测设备 |
| 重庆轨道交通 CCD5064型                                   |          | 2022 ~ 2023                           | 12列 72辆                           | 重庆轨道交通1号线                                                        | 6辆B2型编组                  | DC 1500V 架空接触网供电                             | 璧山车辆段 赖家桥车辆段 马家岩停车场                                            | CCD5064型为重庆轨道交通1号线用订单车型，部分列车配属至6号线 订单中部分列车由重庆中车长客轨道车辆有限公司代工生产 |
| 西安地铁 CCD5066型                                       |          | 2022 ~ 2023                           | 13列 78辆                           | 西安地铁16号线                                                           | 6辆B2型编组                  | DC 1500V 架空接触网供电                             | 沙河滩车辆段                                                                    | 订单中部分列车与中车西安车辆有限公司联合生产 1606、1607号车组搭载魔窗OLED显示 |
| 兰州轨道交通 CCD5067型                                   |          | 2022 ~ 2023                           | 10列 60辆                           | 兰州轨道交通2号线                                                        | 6辆A型编组                   | DC 1500V 架空接触网供电                             | 排洪南路停车场                                                                  | B001、B002 号车组搭载弓网检测设备 |
| 武汉地铁 CCD5069型                                       |          | 2021 ~ 2023                           | 30列 180辆                          | 武汉轨道交通7号线                                                        | 6辆A型编组                   | DC 1500V 下触式第三轨供电                           | 野芷湖车辆段 长丰停车场 纸坊停车场 前川车辆段                                   | 订单中部分列车由武汉中车长客轨道车辆有限公司代工生产 |
| 重庆轨道交通 CCD5070型                                   |          | 2022 ~ 2024                           | 17列 102辆                          | 重庆轨道交通5号线                                                        | 6辆As型编组                  | DC 1500V 架空接触网供电                             | 狮子山停车场 大竹林停车场 中梁山车辆段                                          | 订单中部分列车由重庆中车长客轨道车辆有限公司代工生产 05041、05046、05051 号车组搭载弓网检测设备 |
| 长春轨道交通 CCD5074型                                   |          | 2023 ~ 2024                           | 18列 108辆                          | 长春轨道交通2号线                                                        | 6辆B2型编组                  | DC 1500V 架空接触网供电                             | 西湖车辆段                                                                      | |
| 长春轨道交通 CCD5075型                                   |          | 2023 ~ 2024                           | 31列 186辆                          | 长春轨道交通6号线                                                        | 6辆B2型编组                  | DC 1500V 架空接触网供电                             | 西湖车辆段 吴家店车辆段                                                         | |
| 上海地铁 CCD5077型 （17A02型）                           |          | 2023 ~ 2024                           | 10列 60辆                           | 上海地铁17号线                                                           | 6辆A型编组                   | DC 1500V 下触式第三轨供电                           | 徐泾车辆段 朱家角停车场                                                         | 订单中部分列车与上海阿尔斯通交通设备有限公司联合生产 |
| 武汉地铁 CCD5080型                                       |          | 2023 ~ 2024                           | 7列 42辆                            | 武汉轨道交通5号线                                                        | 6辆A型编组                   | DC 1500V 下触式第三轨供电                           | 工人村车辆段 青菱停车场                                                         | 订单中部分列车由武汉中车长客轨道车辆有限公司代工生产 |
| 西安地铁 CCD5082型                                       |          | 2023 ~ 2025                           | 16列 96辆                           | 西安地铁10号线                                                           | 6辆B2型编组                  | DC 1500V 架空接触网供电                             | 高陵车辆段 环园中路停车场                                                       | 订单中部分列车与中车西安车辆有限公司联合生产 |
| 西安地铁 CCD5083型                                       |          | 2024 ~ 2025                           | 10列 60辆                           | 西安地铁15号线                                                           | 6辆A型编组                   | DC 1500V 架空接触网供电                             | 细柳车辆段                                                                      | |
| 深圳地铁 CCD5085型 （11A4008长型）                       |          | 2024 ~ 2025                           | 40列 320辆                          | 深圳地铁11号线                                                           | 8辆A型编组                   | DC 1500V 架空接触网供电                             | 松岗车辆段 机场北停车场 福新停车场                                              | 中国标准地铁列车系列产品（时速120公里级别A型列车平台） 前35列为增购用车，后5列为四期用车 |
| 重庆轨道交通 CCD5086型                                   |          | 2024                                  | 6列 24辆                            | 重庆市郊铁路璧铜线                                                       | 4辆市域D型编组               | AC 25kV 50Hz 架空接触网供电                         | 铜梁车辆段                                                                      | |